# 阿曇頬垂
阿曇 頬垂（あずみ の つらたり、生没年不詳）は、飛鳥時代の豪族。姓は連。位階は小花下。遣新羅使。

## 出自
阿曇連一族は、ワタツミの神を始祖としており、「古事記」では「阿曇連は其の綿津見神の子、宇都志日金柝命（うつしひかなさくのみこと）の子孫（うみのこ）なり」とされ、『新撰姓氏録』「右京神別」・「河内国神別」には、「安曇宿禰」・「安曇連」はともに地祇系の海神綿積豊玉彦神の子、穂高見命（宇都志日金拆命）の子孫と記されている。
発祥の地は『和名類聚抄』によると、筑前国糟屋郡志珂郷から阿曇郷にかけての地域（現在の福岡市東区志賀島から糟屋郡新宮町）が発祥の地とされており、志珂郷には、底津綿津見神・仲津綿津見神・表津綿津見神を祭る志賀海神社が存在する。摂津国西成郡には安曇江の地名もあり、現在の大阪市中央区安堂寺町にあたる。当初は九州の海人の長であったが、大和政権に帰属した段階で、摂津国安曇江に拠点を移し、海人部を統率する伴造の地位についたものと思われる。

## 記録
『日本書紀』巻第二十六によると、斉明天皇3年（657年）、
とある。彼らがいつ、朝鮮半島に渡ったのかは不明である。
百済からラクダや驢馬（ろば）が貢納されたことは、『書紀』巻第二十二にも見え、推古天皇7年（599年）に、羊2頭、白い雉1羽とともに献上されたとしている。
この時の頬垂の報告によると、
とあり、『書紀』編纂者は翌年の出雲国の雀魚（すずみお）の大量死の記事と合わせて、庚申の年の百済の滅亡の予兆としている。
同じ年、大和政権は新羅に使いを派遣し、沙門智達らを新羅の使いとともに大唐に送ろうと提案したが、新羅側に拒絶され、智達らはやむなく帰国している。
百済が新羅・唐の連合軍によって滅ぼされたのは、この3年後の斉明天皇6年7月（唐の顕慶5年、660年）のことである。その知らせは、9月に百済からの使者によって大和政権にもたらされ、こののち、倭国は百済救援戦へと突入し、白村江の戦いで唐・新羅の連合軍に敗北する。
その後、『書紀』巻第二十七によると、天智天皇9年9月（671年）に頬垂は新羅に派遣されている。天皇は前年に河内鯨を遣唐使として唐に派遣しており、唐の新羅駐屯軍側からは郭務悰らに率いられた2千人が日本に派遣されている。同年9月には新羅も日本に調を進上している。
阿曇連一族は、天武天皇13年（684年）の八色の姓制定により、同年12月に第3位の宿禰姓を授与されている。